# 크리스티안 엘베스탐
크리스티안 엘베스탐(Christian Älvestam, 1976년 4월 14일 ~ )은 스웨덴의 여러 밴드에서 활동하는 스웨덴의 보컬리스트, 기타리스트, 베이시스트, 드러머이다. 하지만 그는 스웨덴 멜로딕 데스 메탈 밴드인 스카 스메트리의 전 보컬리스트로 가장 잘 알려져 있다. 현재 솔루션 .45, 미세레이션, 사이퍼 시스템, 스바벨빈테르, 일-위셔, 프리-휴먼 볼트 등 여러 밴드에서 활동하며 다른 음악 밴드에 여러 차례 게스트로 참여했다. 그는 익스트림한 클린 보컬 범위와 강력한 그로울을 구사하는 능력으로 메탈 커뮤니티에서 가장 유명하다.

## 음반 목록

### 스카 스메트리
- Symmetric in Design (2005)
- Pitch Black Progress (2006)
- Holographic Universe (2008)

### 언무어드
- Cimmerian (1999)
- Kingdoms of Greed (2000)
- Indefinite Soul Extension (2003)

### 솔루션 .45
- For Aeons Past (2010)
- Nightmares in the Waking State I (2015)
- Nightmares in the Waking State II (2016)

### 스바벨빈테르
- Nidingsverk EP (2014)
- Mörkrets Tid (2018)

### 미세레이션
- Your Demons, Their Angels (2006)
- The Mirroring Shadow (2009)
- Tragedy Has Spoken (2012)
- Black Miracles and Dark Wonders[2] (2022)

### 프리-휴먼 볼트
- Allegiance Divine (EP) (2022)

### 솔로 작업
현재 활동하는 밴드 외에도 크리스티안은 자신이 직접 작곡하고 프로듀싱한 《Self 2.0》이라는 EP를 발표했다. 그의 전통적인 작업과는 달리, 이 앨범은 전적으로 클린 보컬로만 구성되어 있다. 크리스티안은 더 자세히 설명한다.
"제가 팝 지향적인 음악, 특히 80년대 스타일의 음악에 약점이 있다는 것은 그리 비밀이 아닙니다"라고 그는 말한다. "사실 저는 더 헤비한 음악과 함께 항상 더 부드러운 음악을 들어왔는데, 아마 이것이 제 음악이 종종 의도치 않게 두 가지를 혼합한 형태로 끝나게 되는 이유일 겁니다. 앞서 언급한 스타일을 함께 융합하는 것을 도저히 참을 수가 없는 것 같습니다. 어린 시절부터 두 가지 모두를 접해왔기 때문에 피할 수 없는 영향이라고 말하고 싶습니다. 그런 의미에서, 원하든 원하지 않든 그것과 싸우는 것은 쉬운 일이 아닙니다. 동시에 어떤 이들은 그것을 양날의 검이라고 부를 수도 있겠죠. 아무튼, 저는 오랫동안 제가 평소 하는 것과는 좀 다른 것을 하고 싶었는데, 그것은 오직 제 클린 보컬만을 사용하여 완전히 벗겨내고 편안한 앨범을 만드는 것입니다. 초기부터 저를 따라오신 분들은 제가 이전에 'Final State' 삼부작(UNMOORED)과 'Lethean Tears'(SOLUTION .45) 같은 종류의 음악적 일탈을 잠시 했었다는 것을 아실 겁니다. 그러니 'Self 2.0'이 완전히 미개척지로 향하는 것은 아닙니다. 저는 이전에 그 주변을 헤매었었죠. 다시 말하지만, 원하신다면 'Self 2.0'을 제가 처음으로 끝까지 나아간 것이라고 보셔도 좋습니다!"
이 앨범은 2012년 10월 19일에 발매되었다.

#### Self 2.0 트랙 목록
| #            | 제목                                                                                          | 재생 시간 |
| ------------ | --------------------------------------------------------------------------------------------- | --------- |
| 1.           | 〈Once Adreamed〉                                                                             | 5:38      |
| 2.           | 〈Time to Let Go〉                                                                            | 4:42      |
| 3.           | 〈Departure Theme〉 (CD 버전 한정, 또는 아이튠즈의 "Departure Theme" 싱글에 포함)             | 5:16      |
| 4.           | 〈Origins〉                                                                                   | 4:31      |
| 5.           | 〈City of Sand Castles〉 (CD 버전 한정, 또는 아이튠즈의 "Departure Theme" 싱글에 포함)        | 6:40      |
| 6.           | 〈The Unforsaken〉                                                                            | 5:47      |
| 7.           | 〈En Knippa Ljung〉                                                                           | 6:00      |
| 8.           | 〈Waiting Out the Storm〉 (LP 버전 한정, 또는 아이튠즈의 "Waiting Out the Storm" 싱글에 포함) | 4:49      |
| 총 재생 시간 | 총 재생 시간                                                                                  | 43:23     |

### 다른 밴드
- 아토마
- 사이퍼 시스템
- 일-위셔
- 토치베어러
- 더 퓨 어게인스트 매니
- 퀘스트 오브 에이던스
- 인캐퍼시티
- 솔라 돈
- 사이코넛

## 게스트 참여
- 앤젤 블레이크 – The Descended의 "Defenseless" 트랙에서 클린 보컬.
- 블러드배스 – The Fathomless Mastery의 "Iesous" 트랙에서 헤비 보컬.
- 데드록 – Manifesto의 "Dying Breed" 트랙에서 클린 보컬.
- 데몬 헌터 – The World Is a Thorn의 "Just Breathe" 트랙에서 헤비 보컬과 클린 보컬.
- 디스아르모니아 문디 – 2011년 재발매된 "Mind Tricks"의 "Ringside Seat to Human Tragedy" 트랙에서 헤비 보컬과 클린 보컬, 2015년 앨범 "Cold Inferno"의 "The Loneliness Of The Long Distance Runner" 트랙에서 클린 보컬.
- 필링리스 - "Hope" 트랙에서 헤비 보컬과 클린 보컬.
- 헨릭 B – "Now and Forever" 트랙에서 클린 보컬.
- 로우브링거 – "Planting a New Sun" 트랙에서 클린 보컬, 기타, 드럼, 프로그래밍.
- 라이리엘 – Skin and Bones의 "Black and White" 트랙에서 클린 보컬과 헤비 보컬.[4]
- 모노시스트 - "Scourge" (2018)의 "The Grey King" 트랙에서 헤비 보컬.
- 나이트 크라운드 - "Hädanfärd" (2021)의 "Rex Tenebrae" 트랙에서 클린 보컬과 헤비 보컬.
- Nuclear Blast All-Stars: Out of the Dark – "The Overshadowing" 트랙에서 헤비 보컬과 클린 보컬.
- 원 맨 아미 앤 더 언데드 쿼텟 - "Error in Evolution"의 "He's Back (The Man Behind the Mask)" 트랙에서 클린 보컬.
- 사이트 오브 엠티니스 – Instincts의 "Fearless", "Deception", "Hostility" 트랙에서 클린 보컬.
- 더 프로젝트 헤이트 MCMXCIX – The Lustrate Process의 "You Come to Me Through Hell" 및 "The Locust Principles" 트랙, Bleeding The New Apocalypse (Cum Victriciis In Manibus Armis)의 "Summoning Majestic War" 트랙에서 클린 보컬.
- 유니버숨 – Mortuus Machina의 "Fractured Archetype", "Sum of the Universe", "2.0" 트랙에서 헤비 보컬과 클린 보컬.
- 조나리아 – Infamy and the Breed의 "Attending Annihilation" 트랙에서 클린 보컬.